# Негован (Лерин)
Негован, Неговани или Неговени (грч. Φλάμπουρο, Фламбуро) је насеље у Грчкој у општини Лерин, периферија Западна Македонија. Према попису из 2021. било је 347 становника.
На попису из 1991. године Негован је имао 621 становникаа, од чега су Албанци хришћани апсолутна већина а остали су Аромуни.

## Становништво
| Година       | 1951  | 1961 | 1971 | 1981 | 1991 | 2001 | 2011 |
| ------------ | ----- | ---- | ---- | ---- | ---- | ---- | ---- |
| Становништво | 1.028 | 923  | 645  | 556  | 621  | 559  | 420  |

## Познате личности
- Кочи Дзодзе, албански политичар